# 9 mm Glisenti
Le 9 mm Glisenti ou 9x19 mm Glisenti est une cartouche pour pistolet automatique et mitraillette d'origine italienne.

## Histoire et usage
Le 9mm Glisenti a été développé pour le pistolet Glisenti Model 1910, dont le premier usage remonte à la Première Guerre mondiale. Il a aussi été utilisé dans d'autres armes italiennes comme le Beretta model 1915 et le Beretta model 1923.